# Xu Jiujing
Xu Jiujing (13 luglio 1995) è una pallavolista cinese.
Gioca nel ruolo di centrale nello Shanghai Dong Hao Lansheng Nuzi Paiqiu Julebu.

## Carriera
la carriera di Xu Jiujing inizia nel 2010, quando entra a far parte del settore giovanile dello Shanghai Sheng Paiqiu Dui, dove gioca per tre annate; nel 2013 fa il suo esordio nella nazionale cinese in occasione del Montreux Volley Masters. Nella stagione 2013-14 fa il suo esordio da professionista in Volleyball League A, quando viene promossa in prima squadra, terminando il campionato al quinto posto. Nella stagione seguente raggiunge invece la finale scudetto, perdendola contro il Bayi Nuzi Paiqiu Dui; con la nazionale vince la medaglia d'oro alla Coppa asiatica 2016.

## Palmarès

### Nazionale (competizioni minori)
- Coppa asiatica 2016